# Thymoites reservatus
Thymoites reservatus là một loài nhện trong họ Theridiidae.
Loài này thuộc chi Thymoites. Thymoites reservatus được Herbert Walter Levi miêu tả năm 1959.